# Île de Zhoushan
L'île de Zhoushan (舟山岛, en chinois) est la principale île de l'archipel de Zhoushan. L'île de Zhoushan a une superficie de 502,65 km2 pour une population de 440 000 habitants. C'est la troisième plus grande île de Chine continentale après l'île d'Hainan et l'île de Chongming. L'île est le siège du district de Putuo et du district de Dinghai.